# يانغ لينغ
يانغ لينغ (بالصينية: 楊凌) هو لاعب رماية صيني، ولد في 24 مايو 1968 في بكين في الصين.

## وصلات خارجية
- يانغ لينغ على موقع الاتحاد الدولي (الإنجليزية)
- يانغ لينغ على موقع أوليمبيديا (الإنجليزية)
- يانغ لينغ على موقع اللجنة الأولمبية الصينية (الإنجليزية)